# Datu Montawal
Datu Montawal (Bayan ng Datu Montawal) är en kommun i Filippinerna. Kommunen ligger på ön Mindanao, och tillhör provinsen Maguindanao. Folkmängden uppgår till 27 010 invånare.
Datu Montawal är indelat i 11 barangayer.